# Comedy Central UK & Ireland
Comedy Central UK & Ireland ist ein Ableger des US-Senders Comedy Central, der bis zum 6. April 2009 noch Paramount Comedy hieß. Weitere Ableger im Vereinigten Königreich und Irland sind Comedy Central Extra, Comedy Central +1 und Comedy Central Extra +1. Diese waren damals als Paramount Comedy 2, Paramount Comedy +1 und Paramount Comedy 2 +1 bekannt.

## TimeShift-Version

Altes Logo bis zum 31. Juli 2012

Comedy Central +1 sendet das Programm von Comedy Central eine Stunde später. Bis zum 6. April 2009 hieß der Sender noch Paramount Comedy +1.

## Sendungen
Sendungen sind (bzw. waren) z. B.:
- Alle hassen Chris
- Alle lieben Raymond
- Ally McBeal
- Drawn Together
- Frasier
- Happy Tree Friends
- Mr. Bean
- Rules of Engagement
- Scrubs – Die Anfänger
- Seinfeld
- South Park
- Threesome
- Two and a Half Men